# Eriospermum papilliferum
Eriospermum papilliferum är en sparrisväxtart som beskrevs av Augusta Vera Duthie. Eriospermum papilliferum ingår i släktet Eriospermum och familjen sparrisväxter. Inga underarter finns listade i Catalogue of Life.